# ROCK!
A Magyar Rockmúzeum egy olyan intézmény neve Miskolcon, amely a magyar rockzenének állít emléket és valójában még nem üzemel. Hivatalos nevének 2010-ben a ROCK! nevet adták. Mintegy ötletadója lett a 2014. február 6-án Budapesten, az Angyalföldön megnyílt MagyaRock Hírességek Csarnokának, ugyanis mindkettő célkitűzései azonosak.

## Célja
A ROCK! célja, hogy Magyarországon és ezen belül Miskolcon, létrejöjjön a clevelandi Rock and Roll Hall of Fame európai párja, amely a látogatók számára a zene elmúlt hatvan évének legteljesebb rocktörténetet mutassa be.

## Története
A rockmúzeum alapötlete Fedor Vilmos alpolgármestertől származik, aki a hatvanas-hetvenes évek rockzenészeinek és az akkori daloknak kívánt emléket állítani, mivel ezeknek az időknek a zenéje nincs kellőképpen dokumentálva a rocktörténetben. Fedor Vilmost az 1973. június 10-én Miskolcon megrendezett Magyar Woodstock inspirálta, ahol legendává vált rockzenészek léptek fel. 2003 novemberében a Miskolci Nemzeti Színházban neves zenésztársaságban (Bródy János, Benkő László, Zorán) született Fedor Vilmos ötlete, amelyet aztán Hiller István kulturális miniszter felkarolt és 2003-ban be is jelentette a múzeum megépítését. Támogatása ellenére az ötlet évekig csak terv maradhatott, mert megvalósítása hatalmas összegeket igényelt. A beruházáshoz szükséges pénz összegyűjtése hosszú időt igényelt, de a Regionális Operatív Program pályázatán nyert félmilliárd forinttal, a már meglévő szintén félmilliárdot kiegészítve realizálható.
A ROCK!-ot legelőször a régi lillafüredi laktanyában kívánták megvalósítani, ahol valamikor a sziklába vájva egy szupertitkos honvédségi objektum működött. A laktanya újrahasznosítása során pár évig egy diszkót üzemeltettek benne. 
Az „Európa Kulturális Fővárosa 2010” pályázatban szerepelt a múzeum megvalósítása és 2004-ben létrehozták a Rock Múzeum Közhasznú Alapítványt is, amely megfogalmazta a múzeum lényegét. Végül a terv a Sziklában nem valósulhatott meg, mert az objektum felújítása a múzeum számára, rendkívül sok pénzt igényelt volna, ezért kellett más helyszínt választani.
A ROCK! egy komplex építmény lesz, ami a Miskolci Egyetem és az Avasi lakótelep között fog elhelyezkedni a régi Fűtőmű hasznosításával. Három épületből álló kulturális park készül, amelynek egyik részét alkotja csupán a rockmúzeum, a másik két épület pedig egy természetvédelemmel és egy tudománnyal foglalkozó központ lesz.
A Magyar Rockmúzeum elnevezés sokáig nem volt végleges, és valójában nem is volt pontos. Hiszen az intézmény nemcsak múzeumként kíván majd funkcionálni, hanem egy olyan komplexumot fog alkotni, amely a kortárs zenével is folyamatosan kapcsolatban áll majd és gyűjti a dokumentumokat. A kiállításokon túl tudományos igényű zenei konferenciáknak is helyt ad majd, a dokumentumgyűjtést pedig egész Kelet-Európára kívánják kiterjeszteni. Tárgyalások folynak Clevelanddel, Miskolc testvérvárosával is, ahol a világ egyik legnagyobb rockmúzeuma van, és a liverpooli Beatles Múzeummal.
2009. szeptember 13-án, A magyar dal napján elhelyezték a rockmúzeum alapkövét. Az alapkőletétel során palackba zárták azokat az üzeneteket, amelyeket az utókornak szánnak. A múzeum neve végül ROCK! lett.

## Indul a ROCK! gyűjtés
A szervezők Szőke Tibor projektvezető segítségével a rock hétköznapi tárgyi emlékeit, relikviáit, dokumentációit gyűjtik. Így jutottak hozzá Al Di Meola gitárjához, Cipő gyermekkori zongorájához és Slash Magyarországon használt pengetőjéhez, valamint James Hetfield dedikált mikrofonjához. Ezenkívül még a hazai és a nemzetközi zenei élet számos tárgya, videója szerepel már a gyűjteményben.